# كحول بديل
الكحول البديل (بالإنجليزية: Surrogate alcohol)‏ مُصطلح يطلق على أي مادة تحتوي الإيثانول، ويقوم البشر باستعمالها عمدًا ولكنها غير مُعدة للاستهلاك الآدمي، وقد تمتد أيضًا بعضٌ من هذه التعريفات إلى المشروبات الروحية المنتجة بطريقة غير مشروعة.
إن استهلاك مثل هذه المواد قد يحمل مخاطر صحية وخيمة، إما من محتواها من الإيثانول أو من المواد الأخرى الأكثر سُمية. تأتي مخاطر الاستهلاك نتيجةً للسموم الحادة التي تسببها المواد مثل مادة الميثانول، ومن السموم المتأصلة مثل التي تسببها مادة الرصاص.
يلجأ كثير من الناس إلى هذه المواد كملاذٍ أخير من اليأس والإحباط الذي يسيطر عليهم، وذلك كونهم قاصرين أو غير قادرين على شراء المشروبات الكحولية (مع كحول التشرد، أو نتيجةً لنقص إمكانية وصولهم إلى شرب الإيثانول، ومن أمثلة هؤلاء نزلاء السجون والموجودين بمستشفيات الأمراض النفسية.

## كحولات بديلة شائعة

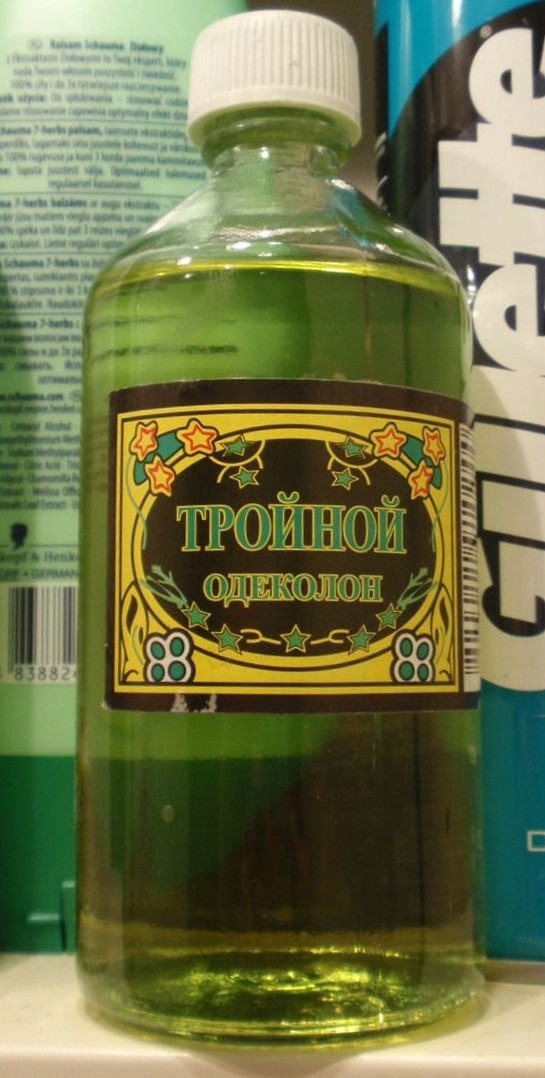
كولونيا روسية شائعة

العديد من السوائل الكحولية تحتوي على الكحول ولكن لا يعني ذلك أن تُشرب بنفس طريقة المشروبات الكحولية. من الأمثلة على الكحولات البديلة الشائعة:
- معقم اليدين
- مانع تجمد
- كحول مغير
- ستيرنو
- مطهر
- صابون
- طلاء
- إيثانول حيوي